# اریک اس. اشمیت
اریک استیون اشمیت (به انگلیسی: Eric Stephen Schmitt؛ زاده ۲۰ ژوئن ۱۹۷۵) وکیل و سیاستمدار آمریکایی است که از سال ۲۰۱۹ به عنوان چهل و سومین دادستان کل ایالت میزوری خدمت کرده‌است. او نامزد جمهوری‌خواه در انتخابات سنای ایالات متحده در سال ۲۰۲۲ در میزوری است.
اشمیت از سال ۲۰۱۷ تا ۲۰۱۹ به عنوان چهل و ششمین خزانه دار ایالت میزوری خدمت کرد. از سال ۲۰۰۹ تا ۲۰۱۷، او یکی از اعضای سنای میزوری، نماینده حوزه پانزدهم سنای ایالتی بود. او همچنین از سال ۲۰۰۵ تا ۲۰۰۸ به عنوان بخشدار گلندیل، میزوری، که در آن یکی از دو رئیس بخش ۳ بود فعالیت کرد. در ۱۳ نوامبر ۲۰۱۸، فرماندار مایک پارسون، پس از انتخاب جاش هاولی، جاش به مجلس سنای ایالات متحده اشمیت را به عنوان دادستان کل ایالتی میزوری منصوب کرد. در ۳ نوامبر ۲۰۲۰، اشمیت برای یک دوره چهار ساله کامل به عنوان دادستان کل میزوری انتخاب شد. او در مارس ۲۰۲۱ نامزدی خود را برای سنای ایالات متحده آمریکا اعلام کرد.
اشمیت به عنوان دادستان کل میزوری، شکایت‌هایی را برای بی‌اعتبار کردن قانون مراقبت مقرون به صرفه توسط دادگاه‌ها، شکایت از ناحیه‌های مدرسه ای و شهرداری‌ها به دلیل اجرای الزام به ماسک در طول همه‌گیری <i id="mwJg">کووید</i> -۱۹، شکایت از دولت بایدن به دلیل سیاست‌های زیست‌محیطی اش، و امضای نامه ای به دادگاه که که استدلال می‌کرد که افراد دگرباش جنسی تحت حفاظت ممنوعیت‌های تبعیض در محل کار قرار ندارند انجام داد. او شکایتی را علیه مدیریت دنیاگیری توسط چین تنظیم کرد و میزوری را به اولین ایالت ایالات متحده تبدیل کرد که این کار را انجام می‌دهد. پس از پیروزی جو بایدن در انتخابات ۲۰۲۰ و امتناع دونالد ترامپ، اشمیت به دیگر جمهوری خواهان پیوست و ادعای تقلب کرد و از شکایات برای بی‌اعتبار کردن نتایج انتخابات ۲۰۲۰ حمایت کرد.